# Maratha (Xipre)
Maratha (grec: Μαράθα, turc: Muratağa) és una petita vil·la situada al districte de Famagusta, a Xipre. Es troba a 7 km al sud de Lefkóniko.
El 1974 s'hi va descobrir una fossa comuna amb les cossos de més de 80 homes, dones i nens turcoxipirotes assassinats. Aquestes persones foren massacrades per l'EOKA-B en les massacres de Maratha, Santalaris i Aloda en el transcurs de la Invasió turca de Xipre.